# IEX.nl
IEX.nl is een Nederlandse beleggerswebsite.

## Beschrijving
De website werd opgericht in 1999 door Floris Rost van Tonningen en Raymond Spanjar. Na hun vertrek bij IEX hebben de oprichters de sociaalnetwerksite Hyves opgericht. 
Bij de oprichting was het een van de eerste online community's in Nederland. De naam Information Exchanges, wat afgekort werd tot IEX, verwijst naar de Nederlandse beursindex AEX.
Op IEX.nl verschijnen analyses, columns van specialisten, meningen van particuliere beleggers, beursnieuws, koersen en beurscompetities. Verder biedt IEX.nl beleggingsanalyses in abonnementvorm aan (fundamentele analyse en technische analyse) via IEX Premium en Tostrams.nl. Hoofd content is Pieter Kort.

## IEX Group
De website maakt deel uit van IEX Media B.V., dat weer een onderdeel is van IEX Group N.V., een aan de Euronext Amsterdam genoteerde vennootschap. IEX Media verzorgt de inhoud en het bedrijfsonderdeel Trilab Advanced Solutions is verantwoordelijk voor de ontwikkeling en onderhoud van de platforms.
In de jaren erna werden diverse andere beleggingswebsites aan de portfolio toegevoegd. Onder de IEX Group vallen naast IEX.nl, Belegger, Beursduivel, Beursgorilla, Participaties, BeursOnline, Eurobench, Guruwatch, DeBeurs, Beurs, Beleggen en IEX Profs. De IEX Group is sinds 2016 beursgenoteerd op Euronext Amsterdam. In 2023 telde de organisatie circa 40 medewerkers. Het had 15 merken en deelde informatie via websites, apps, video’s, podcasts, evenementen en tijdschriften. In 2023 bereikte de IEX Group per maand gemiddeld 1,4 miljoen beleggers, van wie ruim 1,2 miljoen in Nederland en 0,2 miljoen in België.
Op 1 september 2020 werd Peter van Sommeren opgevolgd als directeur van de IEX Group door Mark Termeer, die eerder diverse directiefuncties bekleedde bij Sijthoff Media en DPG Media. De belangrijkste grootaandeelhouder van de IEX Group met 32,10% is Value8, een investeringsmaatschappij opgericht door Peter Paul de Vries.
In december 2024 werd bekend dat de IEX Group beide bedrijfsonderdelen verkocht aan twee investeerders. Groen en Kramer hadden al sinds 2022 een aandelenbelang van ruim 11% in de groep. In februari 2025 stemden de aandeelhouders in met het bod, waardoor de activiteiten en de naam IEX voor 10 miljoen euro overgingen. IEX Group bleef als onderneming zonder activiteiten beursgenoteerd en ging op zoek naar nieuwe activiteiten. De naam werd gewijzigd in Hawick Data NV.